# Asura mimetica
Asura mimetica là một loài bướm đêm thuộc phân họ Arctiinae, họ Erebidae.